# Doaktown
Doaktown è un villaggio del Canada, situato nella provincia del Nuovo Brunswick.